# Anna Naklab

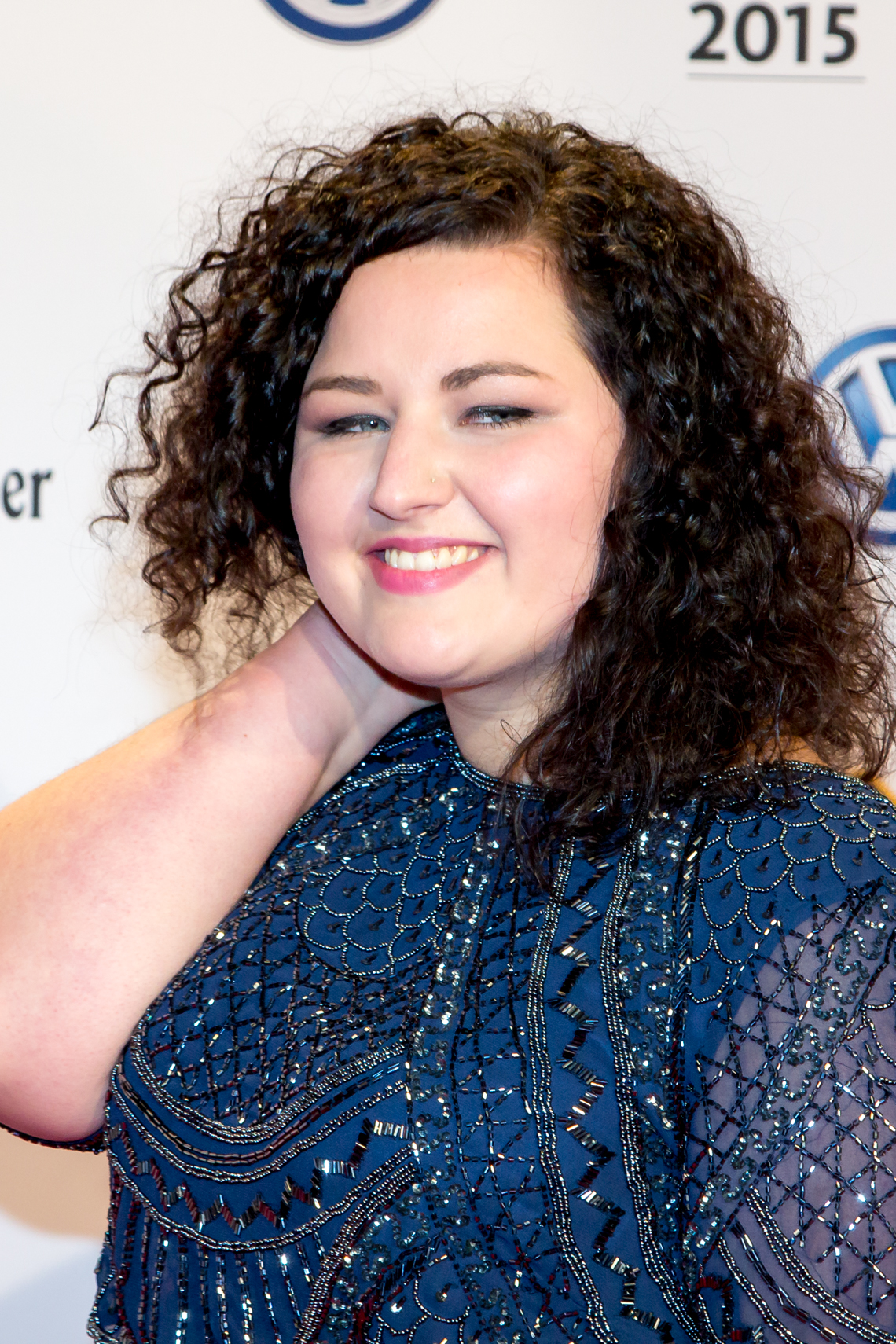
Anna Naklab bei der 1LIVE Krone (2015)

Anna Naklab (* 14. Juli 1993 in Göttingen; bürgerlich Annika Klose) ist eine deutsche Sängerin und Songwriterin.

## Leben
Anna Naklab wurde 1993 als Annika Klose geboren und wuchs im niedersächsischen Northeim in der Nähe von Göttingen auf. 2013 sang sie zusammen mit dem Produzenten Parra for Cuva eine Coverversion von Chris Isaaks Lied Wicked Game. Ferner verlieh sie den Liedern Fading Nights und Something Near ihre Stimme. 2015 veröffentlichte Naklab mit Alle Farben und Younotus ein Cover des Liedes Supergirl der Band Reamonn. Dieses Lied wurde ein Nummer-eins-Hit in Österreich. Seit 2015 ist sie beim Berliner Label Raison Music/Guesstimate und dem Verlag Budde Music unter Vertrag. Aktuell absolviert sie einen Bachelor-Studiengang in Sozialwissenschaften.

## Diskografie

### Singles
| Jahr | Titel Album    | Höchstplatzierung, Gesamtwochen, AuszeichnungChartplatzierungen (Jahr, Titel, Album, Platzierungen, Wochen, Auszeichnungen, Anmerkungen) | Höchstplatzierung, Gesamtwochen, AuszeichnungChartplatzierungen (Jahr, Titel, Album, Platzierungen, Wochen, Auszeichnungen, Anmerkungen) | Höchstplatzierung, Gesamtwochen, AuszeichnungChartplatzierungen (Jahr, Titel, Album, Platzierungen, Wochen, Auszeichnungen, Anmerkungen) | Höchstplatzierung, Gesamtwochen, AuszeichnungChartplatzierungen (Jahr, Titel, Album, Platzierungen, Wochen, Auszeichnungen, Anmerkungen) | Anmerkungen                                                                                       |
| Jahr | Titel Album    | DE | AT | CH | UK | Anmerkungen                                                                                       |
| ---- | -------------- | --- | --- | --- | --- | ------------------------------------------------------------------------------------------------- |
| 2013 | Wicked Games – | DE89 (1 Wo.)DE | — | — | UK6 Gold · (7 Wo.)UK | Erstveröffentlichung: 14. Oktober 2013 Verkäufe: + 497.500 Parra for Cuva feat. Anna Naklab       |
| 2015 | Supergirl –    | DE2 Platin · (42 Wo.)DE | AT1 Gold · (30 Wo.)AT | CH5 Gold · (29 Wo.)CH | — | Erstveröffentlichung: 24. April 2015 Verkäufe: + 550.000 Anna Naklab feat. Alle Farben & Younotus |
| 2016 | Whole –        | — | — | — | — | Erstveröffentlichung: 26. Februar 2016                                                            |
| 2017 | Whole –        | — | — | — | — | Erstveröffentlichung: 14. Juli 2017 mit twocolors                                                 |

## Auszeichnungen für Musikverkäufe
| Goldene Schallplatte - Neuseeland - 2016: für die Single Wicked Games - Spanien - 2015: für die Single Supergirl Platin-Schallplatte - Australien - 2016: für die Single Wicked Games - Niederlande - 2016: für die Single Wicked Games | Diamantene Schallplatte - Polen - 2016: für die Single Supergirl |

Anmerkung: Auszeichnungen in Ländern aus den Charttabellen bzw. Chartboxen sind in ebendiesen zu finden.
| Land/RegionAuszeichnungen für Musikverkäufe (Land/Region, Auszeichnungen, Verkäufe, Quellen) | Gold     | Platin     | Diamant  | Verkäufe | Quellen             |
| -------------------------------------------------------------------------------------------- | -------- | ---------- | -------- | -------- | ------------------- |
| Australien (ARIA)                                                                            | —        | Platin1    | —        | 70.000   | beta.musikwoche.de  |
| Deutschland (BVMI)                                                                           | —        | Platin1    | —        | 400.000  | musikindustrie.de   |
| Neuseeland (RMNZ)                                                                            | Gold1    | —          | —        | 7.500    | radioscope.co.nz    |
| Niederlande (NVPI)                                                                           | —        | Platin1    | —        | 20.000   | beta.musikwoche.de  |
| Österreich (IFPI)                                                                            | Gold1    | —          | —        | 15.000   | ifpi.at             |
| Polen (ZPAV)                                                                                 | —        | —          | Diamant1 | 100.000  | olis.pl             |
| Schweiz (IFPI)                                                                               | Gold1    | —          | —        | 15.000   | beta.musikwoche.de  |
| Spanien (Promusicae)                                                                         | Gold1    | —          | —        | 20.000   | elportaldemusica.es |
| Vereinigtes Königreich (BPI)                                                                 | Gold1    | —          | —        | 400.000  | bpi.co.uk           |
| Insgesamt                                                                                    | 5× Gold5 | 3× Platin3 | Diamant1 |          |                     |

## Künstlerauszeichnungen
- 1 Live Krone 2015: Nominiert in der Kategorie Beste Künstlerin